# 利斯基 (比洛吉里亞區)
50°2′35″N 26°14′55″E / 50.04306°N 26.24861°E
利斯基（烏克蘭語：Ліски），是烏克蘭西部的村莊，隸屬赫梅利尼茨基州的舍佩蒂夫卡區。該村始建於1734年，面積0.06平方公里，海拔高度281米，2001年人口90，人口密度每平方公里1,525.4人。